# Der Kommissar und das Meer
Der Kommissar und das Meer (en inglés: "The Inspector and the Sea"), es una serie de televisión sueca transmitida desde el 21 de diciembre del 2010 hasta ahora por medio de ZDF Enterprises. 
La serie está basada en las populares novelas de crimen de la autora sueca Mari Jungstedt.
Ha contado con la participación de actores invitados como Jens Hultén, Henrik Norlén, Martin Wallström, Ola Rapace, Kim Bodnia, Rebecca Ferguson, Richard Ulfsäter, Erik Johansson, Alexander Salzberger, Carl Ingemarsson Stjernlöf, Thomas Levin, Jimmy Lindström, Nikolaj Lie Kaas, Robert Seeliger, Marie Richardson, Tuva Novotny, Shanti Roney, Regina Lund, Gustaf Hammarsten, Per Morberg, Jonas Malmsjö, Gunnel Lindblom, Sten Ljunggren, Aliette Opheim, Eric Ericson, entre otros...

## Historia
El oficial de la policía alemana Robert Anders es un hombre de familia que vive con su esposa sueca, por otro lado junto al equipo de la policía del departamento de investigación criminal de Visby investigan casos de asesinato que ocurren en la isla sueca de Gotland. Después de que Line lo abandona con sus hijos para trabajar en África y sus hijos se mudan a Estocolmo para estudiar, Anders se enamora de la joven maestra de escuela Emma Winarve, quien tiene un hijo Kasper, y poco después la pareja tiene una hija, Enya.

## Personajes

### Personajes principales
| Actor          | Personaje         | Ocupación               | N.º de episodios | Duración        |
| -------------- | ----------------- | ----------------------- | ---------------- | --------------- |
| Walter Sittler | Robert Anders     | Inspector de la Policía | 21               | 2007 - presente |
| Andy Gatjen    | Thomas Wittberg   | Oficial de la Policía   | 21               | 2007 - presente |
| Inger Nilsson  | Dra. Ewa Svensson | Patóloga Forense        | 21               | 2007 - presente |
| Frida Hallgren | Emma Winarve      | Maestra                 | 20               | 2007 - presente |

### Personajes recurrentes
| Actor                        | Personaje      | Ocupación             | N.º de episodios | Duración                                |
| ---------------------------- | -------------- | --------------------- | ---------------- | --------------------------------------- |
| Sven Gielnik Leonard Proxauf | Niklas Anders  | Hijo de Robert y Line | 11 2             | 2007 - 2010, 2012, 2016 - presente 2011 |
| Grim Loman Oliver Hecker     | Kasper Winarve | Hijo de Emma          | 4 6              | 2013, 2015 - presente 2011 - 2013       |
| Lia Boysen                   | Anna Norum     | -                     | 3                | 2007, 2012, 2016 - presente             |

### Antiguos personajes principales
| Actor                | Personaje      | Ocupación             | N.º de episodios | Duración    |
| -------------------- | -------------- | --------------------- | ---------------- | ----------- |
| Charlotte Lüder      | Ida Anders     | Hija de Robert y Line | 13               | 2007 - 2013 |
| Sólveig Arnarsdóttir | Karin Jacobson | Oficial de la Policía | 12               | 2007 - 2012 |
| Paprika Steen        | Line Anders    | exesposa de Robert    | 9                | 2007 - 2011 |

### Antiguos personajes recurrentes
| Actor              | Personaje       | Ocupación       | N.º de episodios | Duración    |
| ------------------ | --------------- | --------------- | ---------------- | ----------- |
| Nicole Heesters    | Kristin Anders  | Madre de Robert | 6                | 2008 - 2010 |
| Lisa Karlström     | Jenny Almlöv    | -               | 4                | 2007 - 2013 |
| Ester Sjögren      | Fanny Lönnquist | -               | 3                | 2007 - 2013 |
| Friedrich von Thun | Hans Anders     | Padre de Robert | 1                | 2007        |

## Episodios
La serie ha transmitido hasta ahora 21 episodios.

## Producción

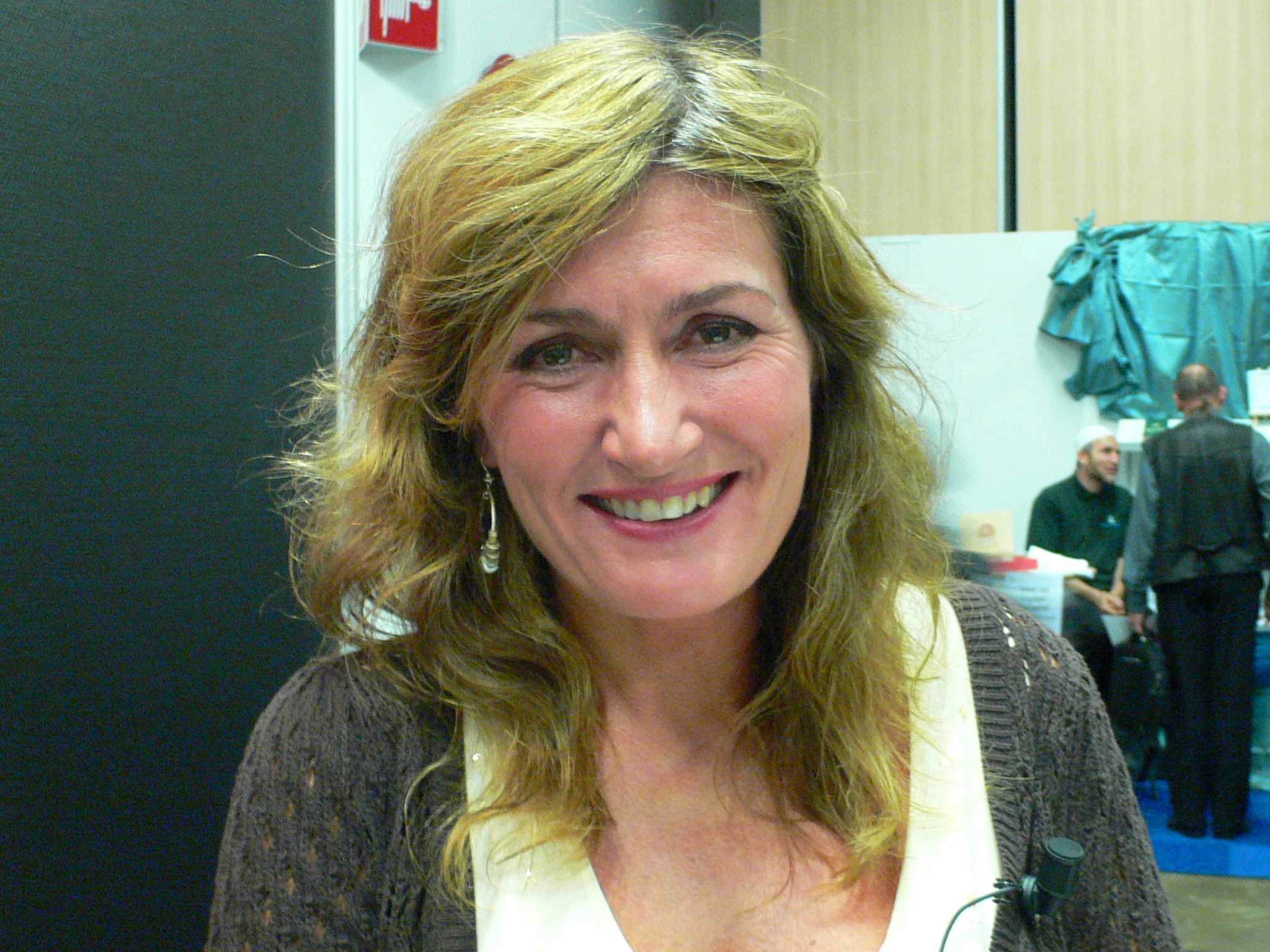
La serie está basada en las novelas de la escritora sueca Mari Jungstedt, quien también participa como escritora en la serie.

La serie es dirigida por Anno Saul, Thomas Roth, Miguel Alexandre, Marcus Weiler y Christiane Balthasar.
Ha contado con los escritores Mari Jungstedt (autora de las novelas), así como también de Saul, Roth, Alexandre, Carlos Calvo, Harald Göckeritz, Annette Hess, Andreas Karlström, Martina Mouchot, Clemens Murath, Henriette Piper, Kathrin Richter y Jürgen Schlagenhof.	
Producida por Jutta Lieck-Klenke, Ilona Schultz, Carsten Kelber y Sylvie Dous, en coproducción con Wolfgang Feindt y Klaus Bassiner (también editores) con el apoyo del productor ejecutivo Roger Daute.
La música está a cargo de Fabian Römer, Wolfram de Marco, Florian Tessloff, Leo Agthe, Sebastian Oswald y Taco van Hettinga.
La serie en Suecia es conocida como "Kommissarien och havet".
La serie es filmada en Hamburgo, Alemania y en Suecia.
Cuenta con la compañía de producción "Network Movie Film-und Fernsehproduktion" y desde el 2007 es distribuida internacionalmente por "ZDF Enterprises" a través de todos los medios. Otras compañías que participan en la serie son "Optical Art" (efectos visuales) y con "Mecon Media Concept".

### Emisión en otros países
| País     | Título | Cadena | Fecha de Inicio          | Fecha de Finalización |
| -------- | ------ | ------ | ------------------------ | --------------------- |
| Alemania | -      | -      | 13 de septiembre de 2009 | -                     |